# Floco de neve

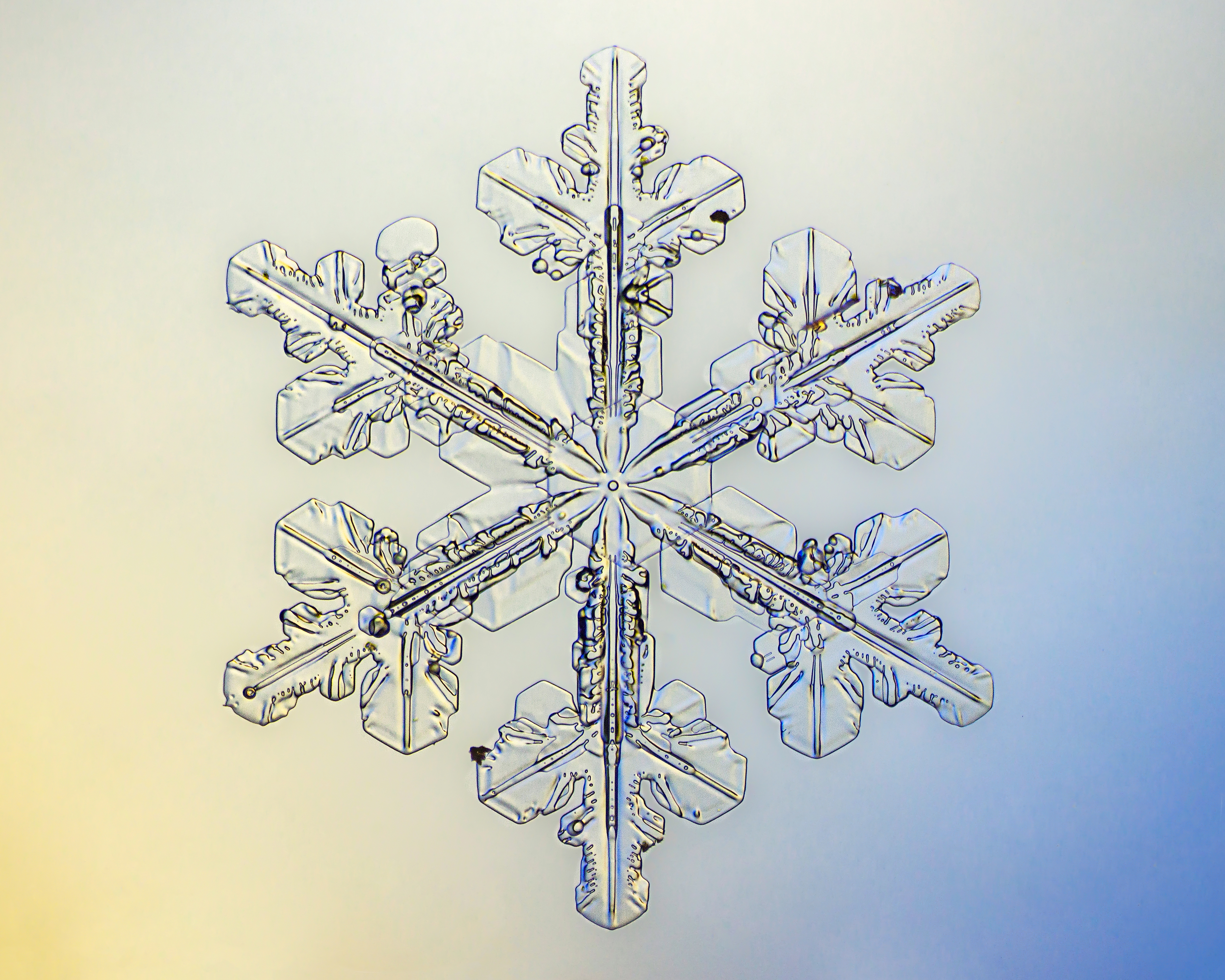
Macrofotografia de um floco de neve natural.

Um floco de neve é um cristal de gelo único grande o suficiente para cair através da atmosfera terrestre como neve. A neve aparece branca, apesar de ser feita de gelo transparente. Isso ocorre devido à reflexão difusa da luz solar pelas numerosas facetas cristalinas dos flocos de neve.
Cada floco começa a se formar ao redor de uma partícula minúscula, chamada "núcleo de gelo", acumulando gotículas de água que congelam e lentamente formam um cristal. Formas complexas surgem à medida que o floco se move por diferentes zonas de temperatura e umidade na atmosfera, podendo se combinar com outros flocos. Por isso, os flocos de neve tendem a ser muito diferentes uns dos outros. No entanto, podem ser categorizados em oito classificações amplas e pelo menos 80 variantes individuais. As formas principais dos cristais de gelo, a partir das quais combinações podem ocorrer, são agulha, coluna, placa e orvalho congelado.

## Formação

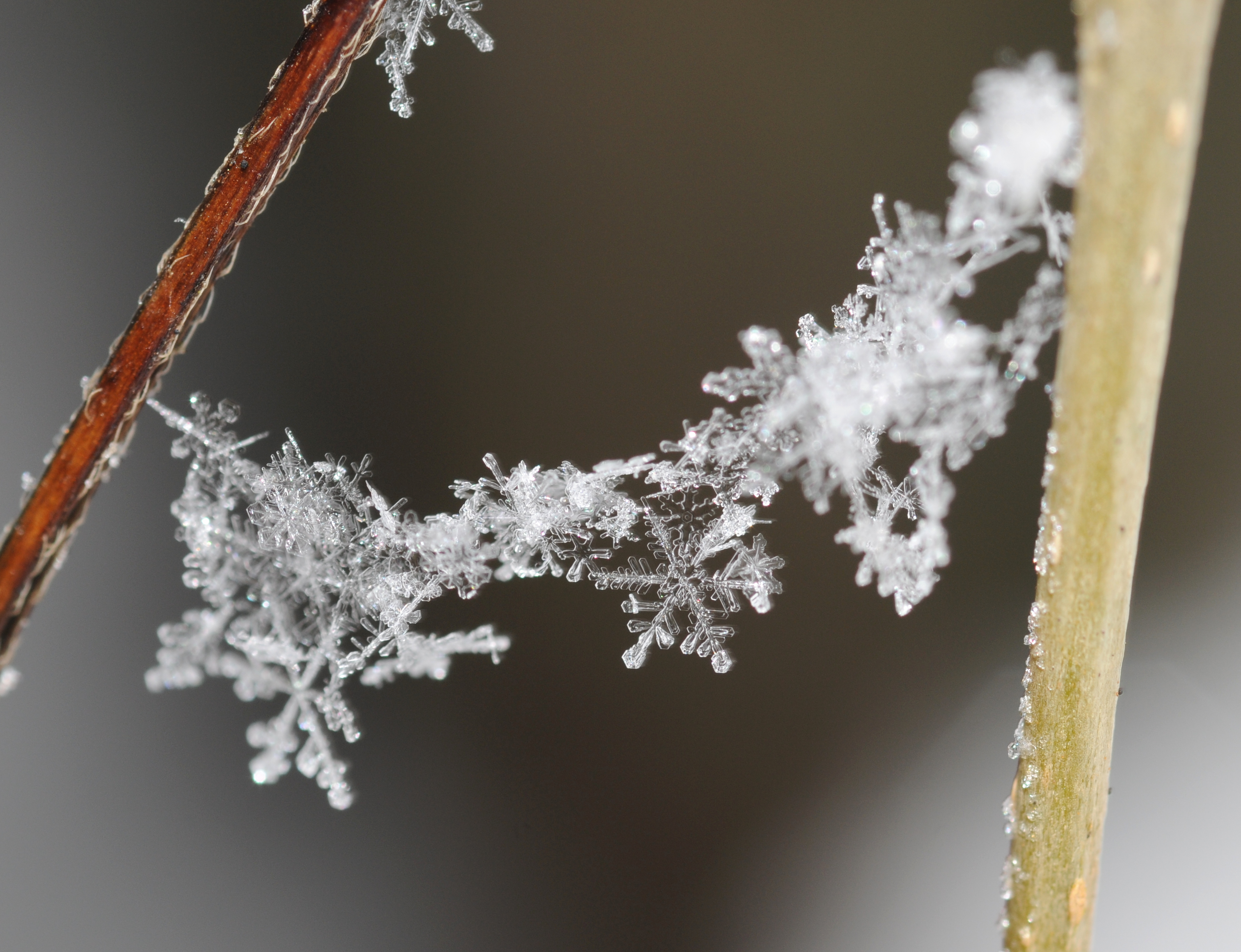
Flocos de neve recém caídos.

Os flocos de neve se formam ao redor de partículas minerais ou orgânicas em massas de ar saturadas de umidade e abaixo do ponto de congelamento. Eles crescem por acreção líquida em formações hexagonais, com forças coesivas principalmente eletrostáticas.

### Núcleo
Em nuvens mais quentes, uma partícula de aerossol ou "núcleo de gelo" deve estar presente em (ou em contato com) a gotícula para atuar como núcleo. As partículas que formam núcleos de gelo são muito raras em comparação com os núcleos que formam gotículas de nuvens líquidas; no entanto, não se sabe ao certo o que as torna eficientes. Argilas, poeira do deserto e partículas biológicas podem ser eficazes, embora a extensão disso seja incerta. Núcleos artificiais incluem partículas de iodeto de prata e gelo seco, usados para estimular a precipitação na semeadura de nuvens. Experimentos mostram que a nucleação "homogênea" de gotículas de nuvens ocorre apenas em temperaturas inferiores a -35 °C.

### Crescimento

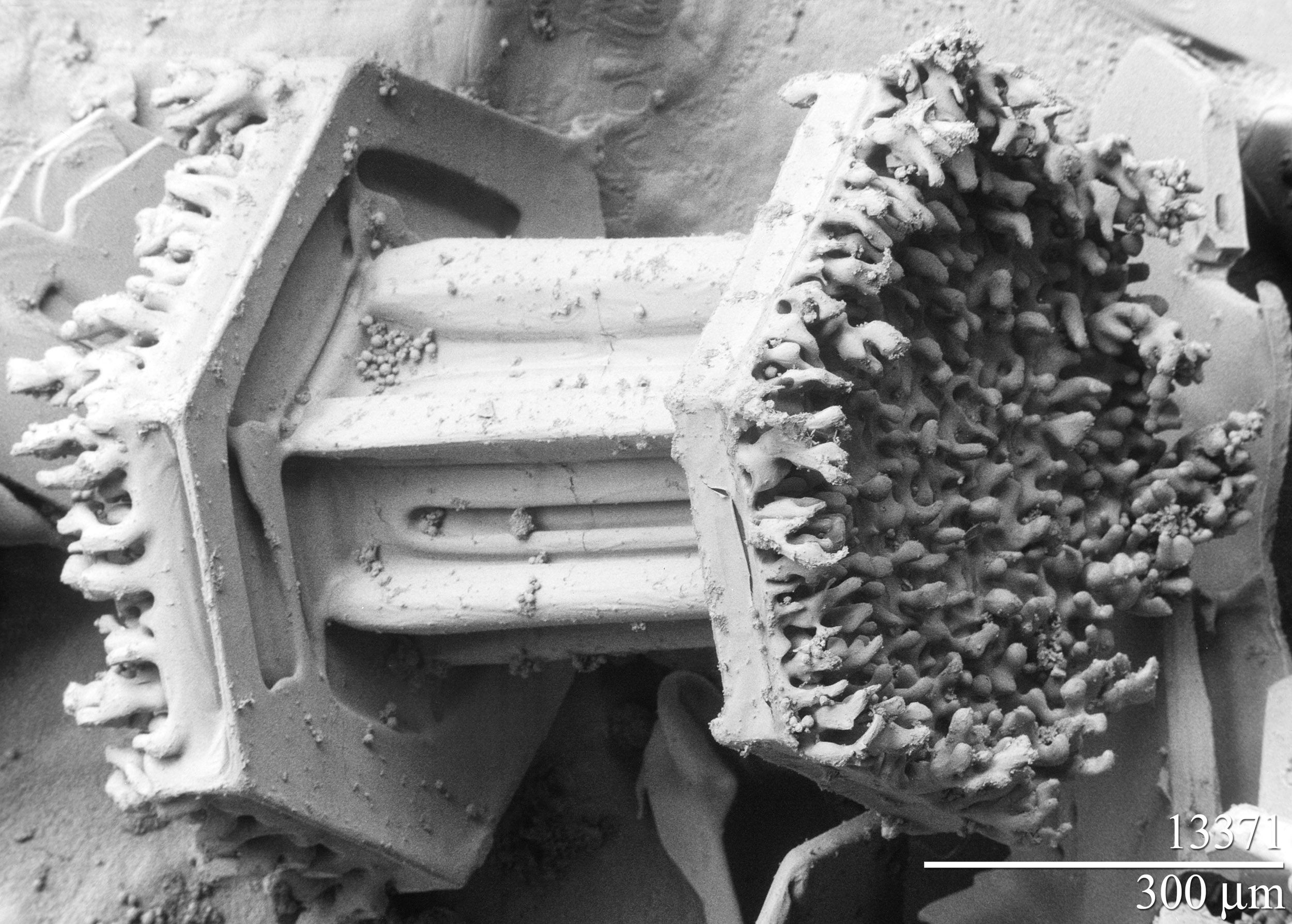
Imagem de microscópio eletrônico de varredura de orvalho congelado nas extremidades de um floco de neve do tipo coluna tampada.

Uma vez que uma gotícula de água congela como núcleo de gelo, ela cresce em um ambiente supersaturado, em que a umidade líquida coexiste com o gelo além do ponto de equilíbrio em temperaturas abaixo de zero. A gotícula cresce por deposição de moléculas de água do ar (vapor) na superfície do cristal de gelo, onde são capturadas. Como as gotículas de água são muito mais numerosas que os cristais de gelo devido à sua abundância, os cristais podem crescer até centenas de micrômetros ou milímetros, às custas das gotículas. Esse processo é conhecido como processo de Wegener–Bergeron–Findeisen [en].
A depleção correspondente de vapor de água faz com que as gotículas evaporem, permitindo que os cristais de gelo cresçam. Esses cristais grandes são uma fonte eficiente de precipitação, pois caem pela atmosfera devido à sua massa e podem colidir e se unir em aglomerados ou agregados, que geralmente são o tipo de partícula de gelo que chega ao solo.
O Guinness World Records registra os maiores flocos de neve agregados como os de janeiro de 1887 em Fort Keogh, Montana, que teriam 38 cm de largura — bem fora da faixa usual de agregados, que é de cerca de 7 a 10 cm. Cristais únicos do tamanho de uma moeda de dez centavos estadunidense (17,91 mm de diâmetro) já foram observados. Flocos de neve encapsulados em orvalho congelado formam bolas conhecidas como graupel.

### Aparência

#### Cor

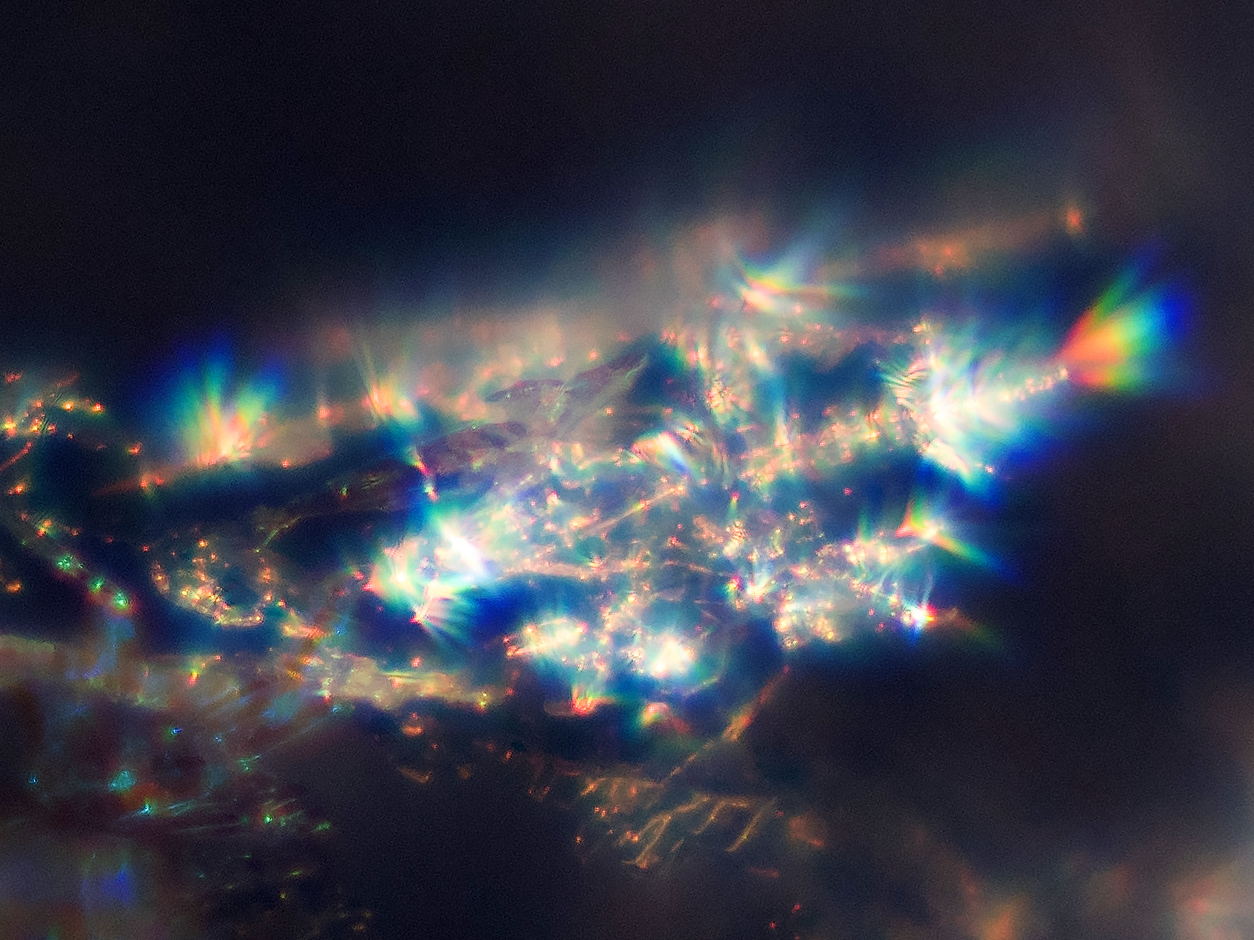
Cristais de neve sob luz solar direta forte agem como pequenos prismas.

Embora o gelo seja transparente, a neve geralmente parece branca devido à reflexão difusa de todo o espectro de luz pela dispersão da luz nas pequenas facetas cristalinas dos flocos de neve.

#### Forma
A forma do floco de neve é determinada principalmente pela temperatura e umidade em que ele se forma. Raramente, a cerca de -2 °C, flocos de neve podem se formar com simetria tripla — flocos triangulares. A maioria das partículas de neve é irregular, apesar de sua representação comum como simétrica. É improvável que dois flocos de neve sejam idênticos devido às cerca de 1019 (10 quintilhões) moléculas de água que compõem um floco típico, que crescem em taxas e padrões diferentes dependendo das mudanças de temperatura e umidade na atmosfera por onde o floco passa. Flocos idênticos, mas com variações no nível molecular, foram criados em condições controladas.
Embora os flocos de neve nunca sejam perfeitamente simétricos, o crescimento de um floco não agregado frequentemente se aproxima da simetria radial de seis lados, derivada da estrutura cristalina hexagonal do gelo. Nesse estágio, o floco tem a forma de um hexágono minúsculo. Os seis "braços" do floco, ou dendritos, crescem independentemente a partir de cada canto do hexágono, enquanto cada lado de cada braço cresce de forma independente.
O microambiente em que o floco cresce muda dinamicamente à medida que ele cai pela nuvem, e pequenas alterações na temperatura e umidade afetam como as moléculas de água se fixam ao floco. Como o microambiente (e suas mudanças) é quase idêntico ao redor do floco, cada braço tende a crescer de maneira semelhante. No entanto, estar no mesmo microambiente não garante que cada braço cresça igualmente, pois o mecanismo de crescimento cristalino subjacente também afeta a velocidade de crescimento de cada região da superfície do cristal. Estudos empíricos sugerem que menos de 0,1% dos flocos de neve exibem a forma simétrica ideal de seis lados. Ocasionalmente, flocos com doze ramos são observados, mantendo a simetria de seis lados.

## Classificação

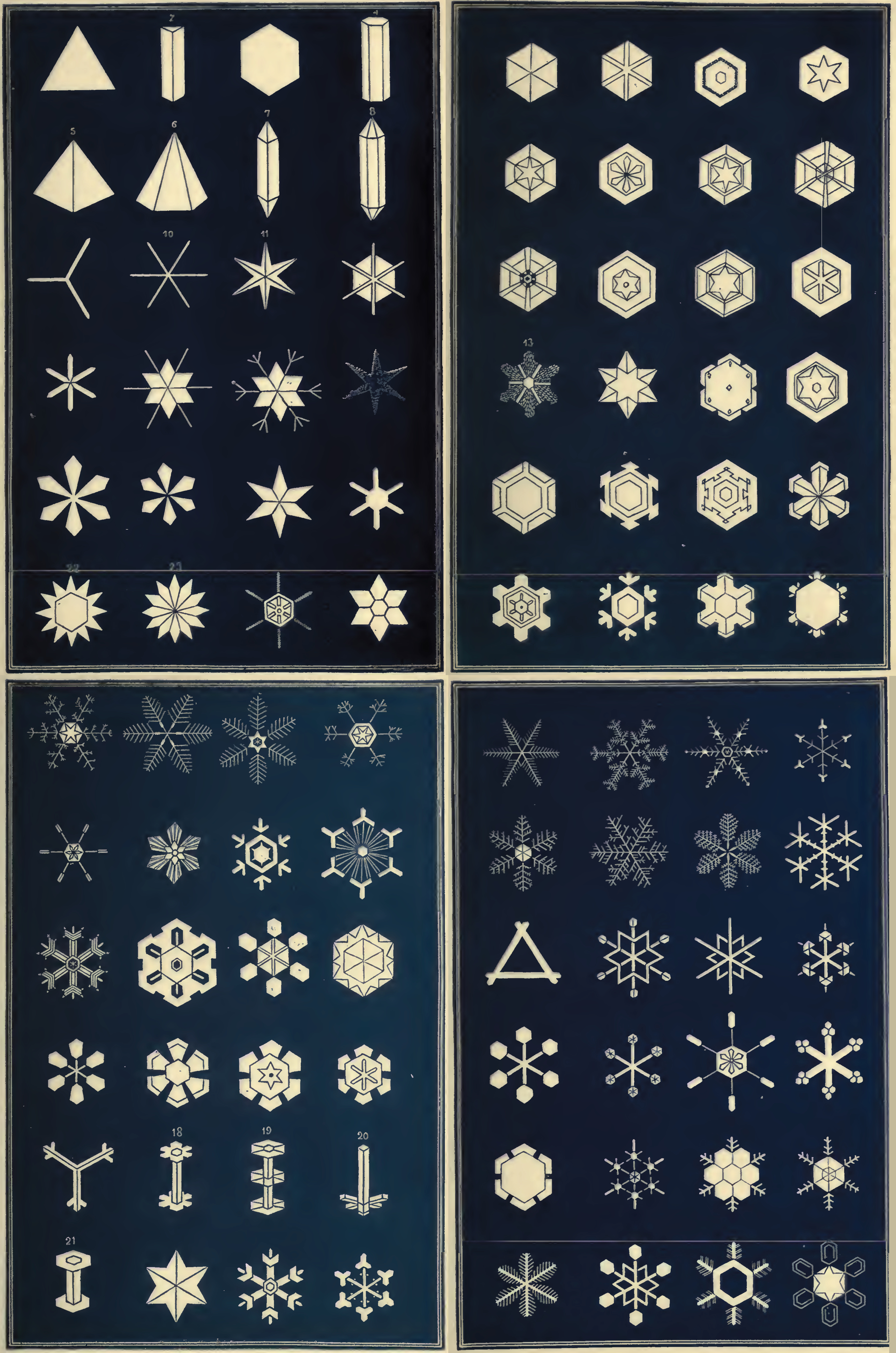
Uma classificação inicial de flocos de neve por Israel Perkins Warren.

Os flocos de neve formam uma ampla variedade de formas intricadas, levando à ideia de que "nenhum é igual ao outro". Embora flocos quase idênticos tenham sido criados em laboratório, é muito improvável encontrá-los na natureza. Tentativas iniciais de encontrar flocos idênticos fotografando milhares deles com um microscópio a partir de 1885, por Wilson Alwyn Bentley, revelaram a grande variedade de flocos de neve que conhecemos hoje. 
Ukichiro Nakaya desenvolveu um diagrama de morfologia cristalina, relacionando a forma do cristal às condições de temperatura e umidade em que se formaram, resumido na tabela a seguir:
| Faixa de temperatura | Faixa de saturação (g/m3) | Tipos de cristal de neve abaixo da saturação | Tipos de cristal de neve acima da saturação |
| -------------------- | ------------------------- | -------------------------------------------- | ------------------------------------------- |
| 0 a -3.5 °C          | 0.0 - 0.5                 | Placas sólidas                               | Placas finas Dendritos                      |
| -3.5 a -10 °C        | 0.5 - 1.2                 | Prismas sólidos Prismas ocos                 | Prismas ocos Agulhas                        |
| -10 a -22 °C         | 1.2                       | Placas finas Placas sólidas                  | Placas setorizadas Dendritos                |
| -22 a -40 °C         | 0.0 - 0.4                 | Placas finas Placas sólidas                  | Prismas colunares                           |

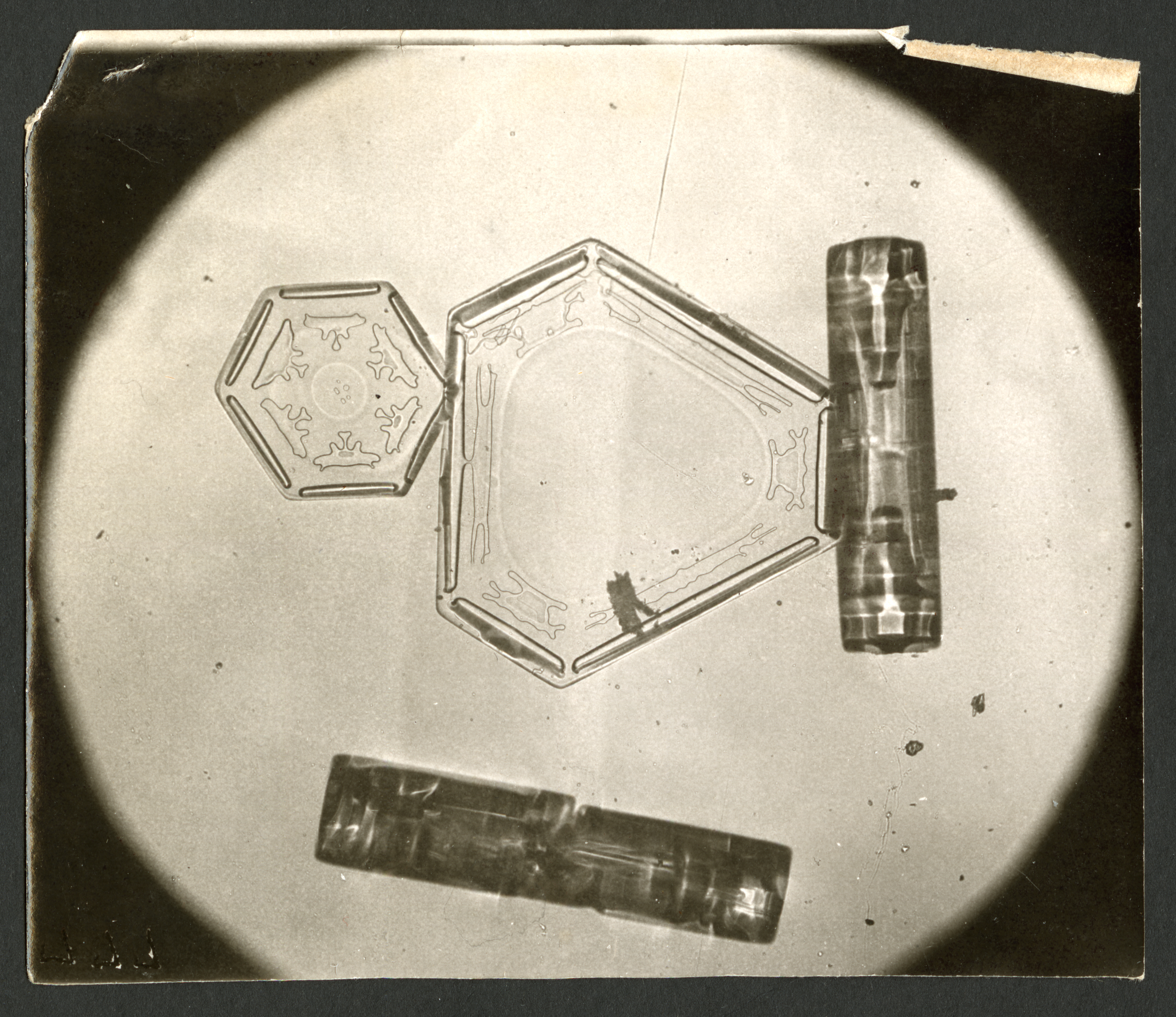
Micrografia de Wilson Bentley mostrando duas classes de flocos de neve: placa e coluna.

A forma de um floco de neve é determinada principalmente pela temperatura e umidade em que ele se forma. Ar congelante até -3 °C promove cristais planares (finos e planos). Em ar mais frio até -8 °C, os cristais se formam como colunas ocas, prismas ou agulhas. Em ar tão frio quanto -22 °C, as formas voltam a ser semelhantes a placas, muitas vezes com características ramificadas ou dendríticas. Em temperaturas abaixo de -22 °C, os cristais se tornam semelhantes a placas ou colunares, dependendo do grau de saturação. 
Como Nakaya descobriu, a forma também depende se a umidade predominante está acima ou abaixo da saturação. Formas abaixo da linha de saturação tendem a ser mais sólidas e compactas. Cristais formados em ar supersaturado tendem a ser mais rendilhados, delicados e ornamentados. Muitos padrões de crescimento mais complexos também se formam, como planos laterais, rosetas em forma de bala e tipos planares, dependendo das condições e dos núcleos de gelo. Se um cristal começa a se formar em um regime de crescimento colunar, a cerca de -5 °C, e depois cai em um regime de placa mais quente, cristais de placa ou dendritos brotam na extremidade da coluna, produzindo as chamadas "colunas tampadas".
Magono e Lee desenvolveram uma classificação de cristais de neve recém-formados que inclui 80 formas distintas. Eles são listados nas seguintes categorias principais (com símbolo):
- Cristal em agulha (N) – Subdividido em: simples e combinação de agulhas;
- Cristal colunar (C) – Subdividido em: simples e combinação de colunas;
- Cristal em placa (P) – Subdividido em: cristal regular em um plano, cristal plano com extensões, cristal com número irregular de ramos, cristal com 12 ramos, cristal malformado, conjunto radiante de ramos planos;
- Combinação de cristais colunares e em placa (CP) – Subdividido em: coluna com cristal plano em ambas as extremidades, bala com cristais planos, cristal plano com extensões espaciais nas extremidades;
- Cristal colunar com planos laterais estendidos (S) – Subdividido em: planos laterais, planos laterais em escala, combinação de planos laterais, balas e colunas;
- Cristal com orvalho congelado (R) – Subdividido em: cristal com orvalho, cristal densamente com orvalho, cristal semelhante a graupel, graupel;
- Cristal de neve irregular (I) – Subdividido em: partícula de gelo, partícula com orvalho, pedaço quebrado de um cristal, miscelânea;
- Germe de cristal de neve (G) – Subdividido em: coluna minúscula, germe de forma esquelética, placa hexagonal minúscula, cristal estelar minúsculo, conjunto minúsculo de placas, germe irregular.

Eles documentaram cada um com micrografias.
A Classificação Internacional para Neve Sazonal no Solo descreve a classificação de cristais de neve, uma vez depositados no solo, incluindo forma e tamanho dos grãos. O sistema também caracteriza o pacote de neve, à medida que os cristais individuais se metamorfoseiam e coalescem.

## Uso como símbolo

Floco de neve no brasão de Lumijoki, Finlândia.

O floco de neve é frequentemente uma imagem ou motivo sazonal tradicional usado durante a temporada de Natal, especialmente na Europa e na América do Norte. Como uma celebração cristã, o Natal celebra a encarnação de Jesus, que, segundo a crença cristã, expia os pecados da humanidade; assim, nas tradições natalinas europeias e norte-americanas, os flocos de neve simbolizam a pureza. Os flocos de neve também são tradicionalmente associados ao clima de "natal branco" que frequentemente ocorre durante a temporada de Natal. Durante esse período, é bastante popular fazer flocos de neve de papel dobrando uma folha de papel várias vezes, cortando um padrão com tesoura e depois desdobrando-a.
Flocos de neve também são frequentemente usados como símbolos representando o inverno ou condições frias. Por exemplo, pneus de neve, que melhoram a tração em condições de condução invernais severas, são marcados com um símbolo de floco de neve nas montanhas. Um floco de neve estilizado foi parte do emblema dos Jogos Olímpicos de Inverno de 1968, Jogos Olímpicos de Inverno de 1972, Jogos Olímpicos de Inverno de 1984, Jogos Olímpicos de Inverno de 1988, Jogos Olímpicos de Inverno de 1998 e Jogos Olímpicos de Inverno de 2002.

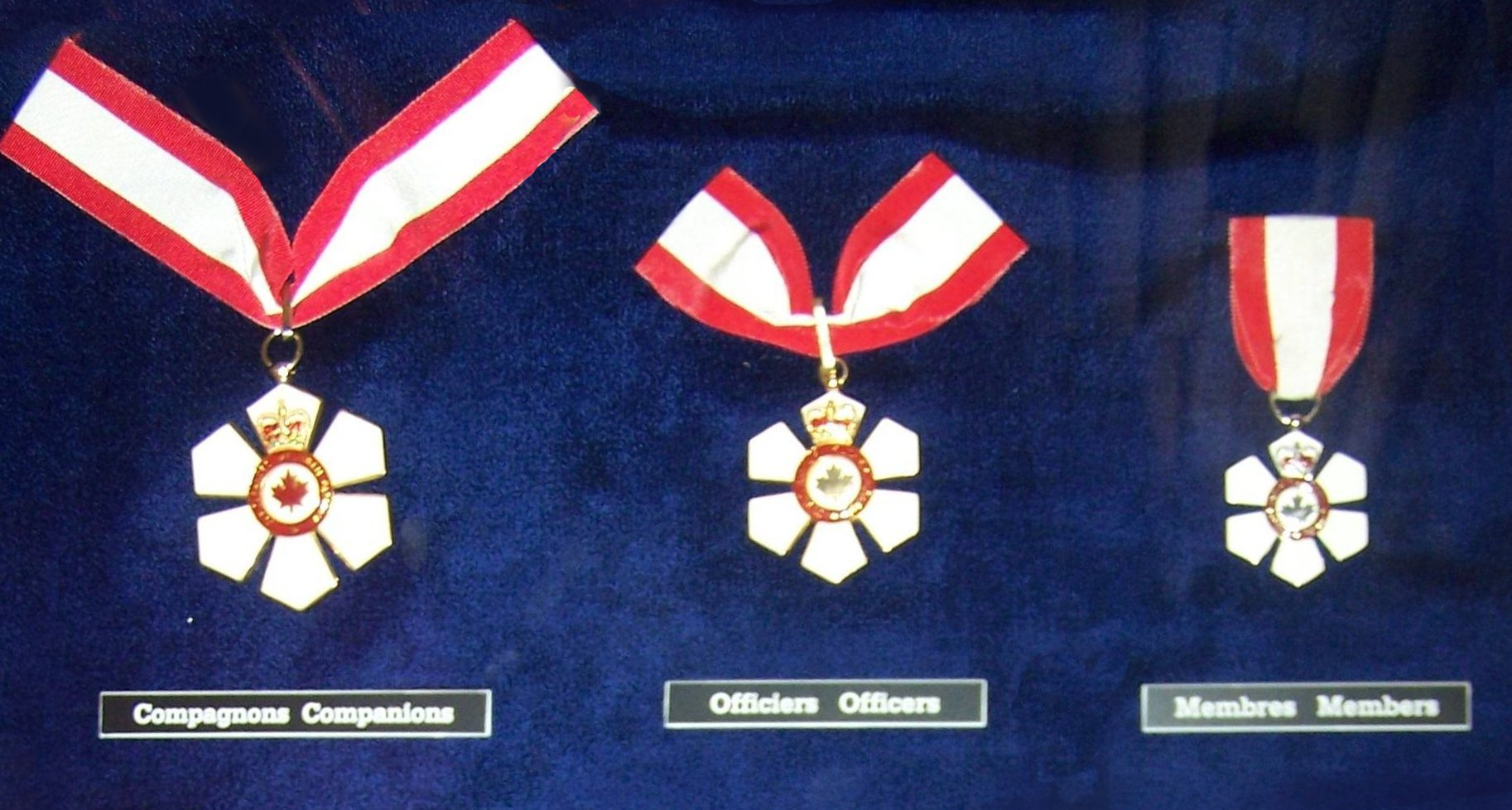
As três classes da Ordem do Canadá (Companheiro, Oficial e Membro, respectivamente).

Um floco de neve hexagonal estilizado de seis pontas usado para a Ordem do Canadá (um sistema nacional de honrarias) passou a simbolizar a herança setentrional e a diversidade dos canadenses.
Na heráldica, o floco de neve é uma figura estilizada. Três símbolos diferentes de flocos de neve estão codificados em Unicode: "floco de neve" em U+2744 (❄); "floco de neve trifoliado apertado" em U+2745 (❅); e "floco de neve pesado" em U+2746 (❆).
Na Dinastia Tang, os flocos de neve na poesia por vezes serviam como símbolo da energia cósmica do Tao e da galáxia Via Láctea.

## Galeria
Uma seleção de fotografias tiradas por Wilson Bentley (1865–1931):

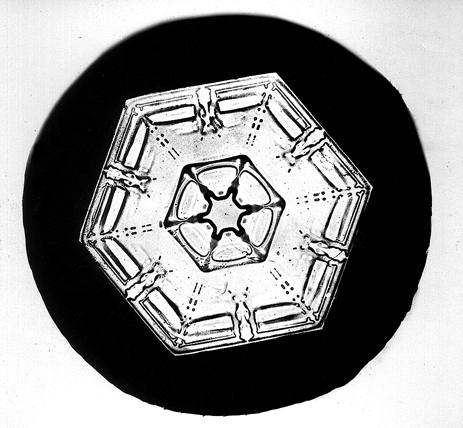
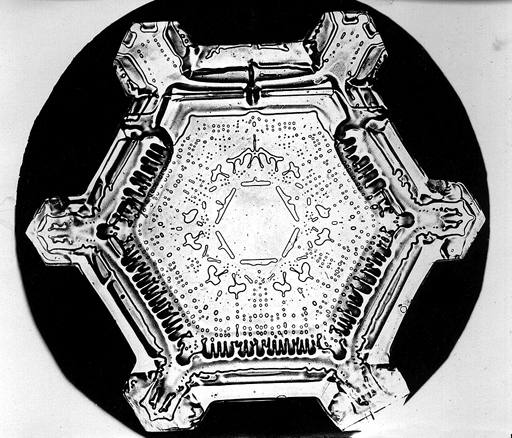
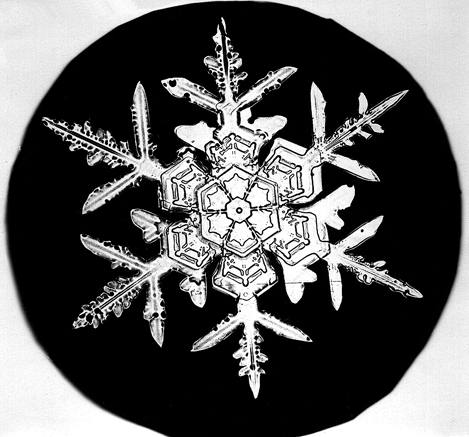
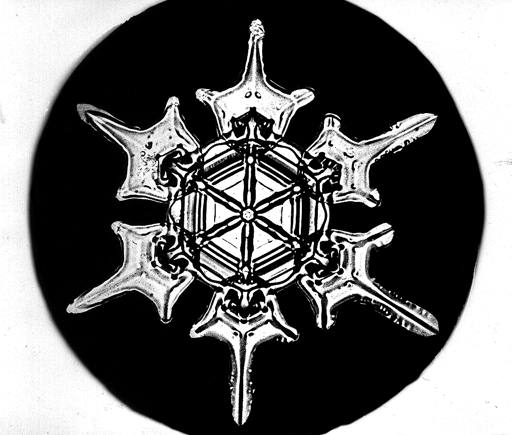
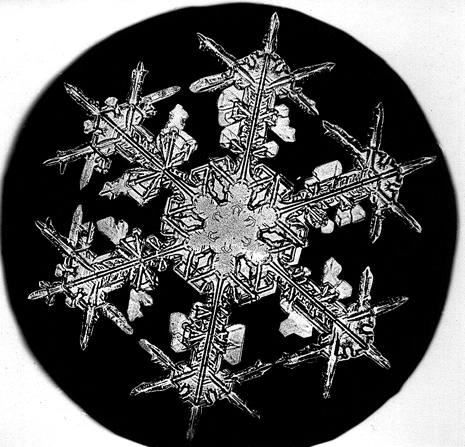
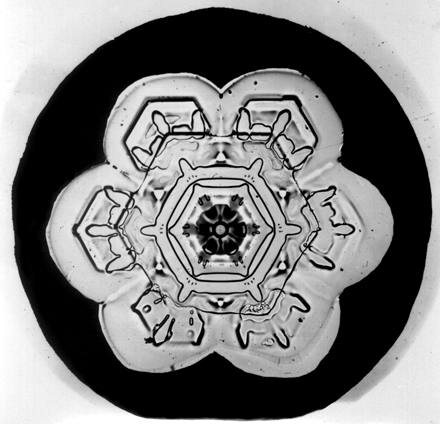
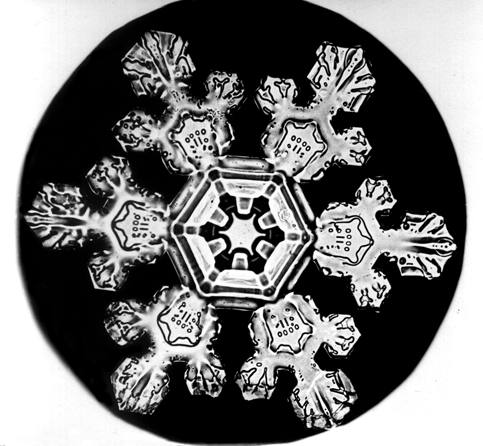
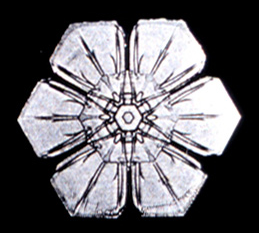
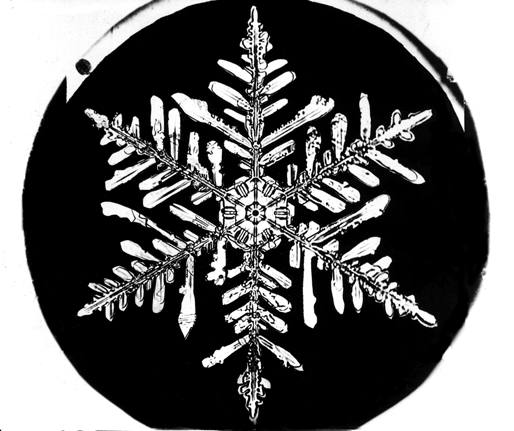
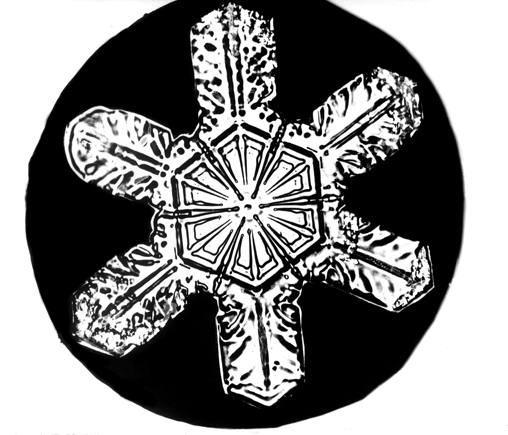
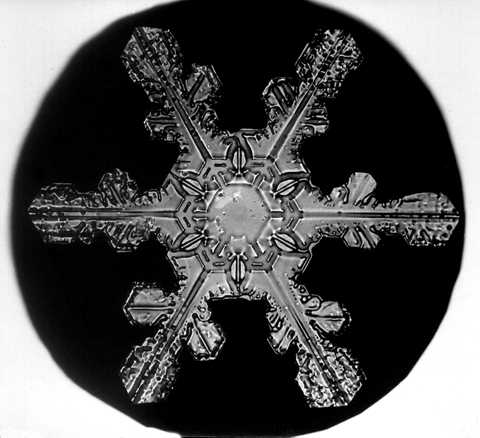
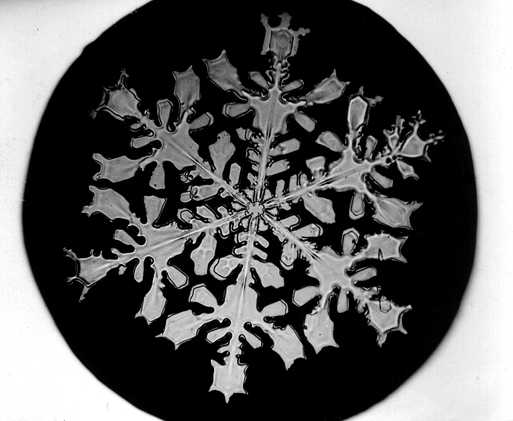

Estudos fotográficos de flocos de neve frescos mostram que a simetria simples representada nas fotografias de Bentley é rara.